# استیرلینگ (منطقه شورایی)
استیرلینگ  (به انگلیسی: Stirling) یک شهرستان در بریتانیا است که در اسکاتلند واقع شده‌است.
این شهرستان ۲٬۱۸۷ کیلومتر مربع مساحت و ۹۰٬۰۰۰ نفر جمعیت دارد.